# Средний чек
Средняя стоимость заказа (англ. average order value, AOV), средний чек — показатель эффективности отдела продаж фирмы, позволяющий руководителям фирмы принимать решения с целью увеличения прибыльности (доходности) фирмы. Показывает среднюю сумму денег, которые фирма получила за некоторый промежуток времени от одной продажи.
Пусть {\displaystyle T_{1}} — промежуток времени, за который требуется рассчитать AOV, например, от первого дня прошлого месяца включительно до последнего дня прошлого месяца включительно. Пусть за промежуток времени {\displaystyle T_{1}} фирма выполнила {\displaystyle N_{1}} заказов (совершила {\displaystyle N_{1}} продаж, напечатала {\displaystyle N_{1}} чеков) на общую сумму {\displaystyle C_{1}} денежных единиц ({\displaystyle C_{1}} — доход, прибыть, выручка). Тогда величина AOV за промежуток времени {\displaystyle T_{1}} равна {\displaystyle {AOV}_{1}={\frac {C_{1}}{N_{1}}}}.
Расчёт AOV позволяет выявлять сезонность спроса, оценивать эффективность маркетинговых акций (кампаний), строить и оптимизировать ассортиментный ряд, определять платёжеспособность целевой аудитории и определять нишу (ценовой сегмент) (низкий (эконом), средний (бизнес), высокий (элит, премиум)), анализировать работу персонала, прогнозировать выручку, оценивать качество услуг.